# Duschanek János
Duschanek János (Bakonyszentlászló, 1947. december 13. – Budapest, 2013. július 7.) magyar festő- és grafikusművész, tanár.

## Életpályája
Szülei: Duschanek János és Szilágyi Piroska. 1968-1973 között a Magyar Képzőművészeti Főiskola hallgatója volt, ahol Bernáth Aurél tanította. 1997 óta a Képző- és Iparművészeti Szakközépiskola rajztanára.

## Egyéni kiállításai
- 1973, 1985 Mosonmagyaróvár
- 1975, 1981, 1986, 1988, 1992 Budapest
- 1976 Győr
- 1982 München
- 1983 Pécs
- 1988 Szeged

## Művei
- Finálé (1988)
- Zrínyi a szigetvári csatában
- Festő és délibáb
- Disznóöléses téli reggel
- A menyegző
- Segítő Mária

## Díjai
- Derkovits Gyula képzőművészeti ösztöndíj (1975)
- Fiatal realista festők Biennále II. díj (1976)
- Szegedi Nyári Tárlat I. díj (1976)
- Az V. Országos Akvarell Biennálé nívódíja (1976)
- VII. Országos Akvarell Biennálé díja (1980)
- Monacói festészeti Grand Prix (1982)
- Molnár C. Pál társaság nagydíja (1990)